# Hagenow
Hagenow település Németországban, Mecklenburg-Elő-Pomeránia tartományban. Lakosainak száma 12 344 fő (2023. december 31.).

## Népesség
A település népességének változása:
| Lakosok száma | 11 697 | 11 968 | 12 137 | 12 146 | 12 399 | 12 344 |
|               | 2015   | 2017   | 2019   | 2021   | 2022   | 2023   |